# Ormocarpum bernierianum
Ormocarpum bernierianum är en ärtväxtart som först beskrevs av Henri Ernest Baillon, och fick sitt nu gällande namn av Du Puy och Jean-Noël Labat. Ormocarpum bernierianum ingår i släktet Ormocarpum och familjen ärtväxter. Inga underarter finns listade i Catalogue of Life.